# Marca Futsal 2010-2011
La pagina raccoglie i dati riguardanti la Marca Futsal, squadra di calcio a 5 militante in serie A, nelle competizioni ufficiali della stagione 2010-2011.

## Maglie e sponsor
Il Partner tecnico per la stagione 2010-2011 è Nike, mentre lo sponsor ufficiale è io master.
| casa | Trasferta | Terza divisa | Divisa Supercoppa | Coppa Italia |

## Organigramma societario
- Presidente: Massimo Bello
- Presidente Onorario: Paolo Foscarin
- Vice Presidente: Devid Bastianon
- Direttore Generale: Federico Rossi
- Dirigente Tecnico: Maurizio Pasqual
- Addetto Stampa: Giulia Grando
- Responsabile Eventi: Mario Checcacci
- Team Manager: Franco Bertolo
- Assistente Tecnico: Roberto Bertolo
- Segreteria: Diana Gazzola
- Dirigenti e Responsabile Prima Squadra: Michele Ceccato
- Allenatore: Tiago Polido
- 2º Allenatore: Leonardo Calmonte
- Preparatore atletico: Lorenzo Riela
- Assistente Arbitri: Graziano Antonello
- Massaggiatore: Franco Stradiotto
- Responsabile Settore Medico: Dott. Giorgio Girardi
- Responsabile Settore Giovanile: Devid Bastianon

## Calciomercato

### Sessione estiva
| Emanuele Ricci    | Ceccano      |
| Pablo Belsito     | Arzignano    |
| Leonardo Calmonte | Luparense    |
| Alessandro Patias | Montesilvano |

| Fernando Grana       | Cogianco  |
| Daniel De Nichile    | Cogianco  |
| Cristiano Scandolara | Kaos      |
| Fabrizio Amoroso     | Arzignano |

### Sessione invernale
| Filipe Follador | CLT Terni   |
| Fabiano Assad   | Corinthians |

| Pablo Belsito  | Gruppo Fassina |
| Emanuele Ricci | Ceccano        |

## Organico

### Prima squadra
| N° | Naz.                                   | Ruolo | Sportivo           | Anno     |  |  |
| -- | -------------------------------------- | ----- | ------------------ | -------- |  |  |
| 1  | Brasile (bandiera) · Italia (bandiera) | POR   | Gabriel Miraglia   | 02.07.87 |  |  |
| 3  | Brasile (bandiera) · Italia (bandiera) | DIF   | Fabiano Assad      | 05.01.80 |  |  |
| 5  | Brasile (bandiera) · Italia (bandiera) | LAT   | Filipe Follador    | 29.07.88 |  |  |
| 6  | Argentina (bandiera)                   | UNI   | Fernando Wilhelm   | 05.04.82 |  |  |
| 8  | Brasile (bandiera) · Italia (bandiera) | LAT   | Vinícius Duarte    | 13.12.82 |  |  |
| 9  | Brasile (bandiera) · Italia (bandiera) | PIV   | Alessandro Patias  | 08.07.85 |  |  |
| 10 | Brasile (bandiera) · Italia (bandiera) | LAT   | Wellington Coco    | 20.01.88 |  |  |
| 11 | Brasile (bandiera) · Italia (bandiera) | PIV   | Erick Bellomo      | 03.03.78 |  |  |
| 12 | Italia (bandiera)                      | POR   | Alberto Taborra    | 20.02.86 |  |  |
| 14 | Brasile (bandiera) · Italia (bandiera) | DIF   | Patrick Nora       | 16.05.79 |  |  |
| 15 | Brasile (bandiera) · Italia (bandiera) | LAT   | Edgar Bertoni      | 24.07.81 |  |  |
| 18 | Italia (bandiera)                      | DIF   | Leonardo Calmonte  | 01.07.80 |  |  |
| 19 | Brasile (bandiera) · Italia (bandiera) | POR   | Alexandre Feller   | 28.09.71 |  |  |
| 20 | Brasile (bandiera) · Italia (bandiera) | LAT   | Jonas Pinto Junior | 24.05.84 |  |  |

### Under-21
| N° | Naz.                                   | Ruolo | Sportivo        | Anno     |  |  |
| -- | -------------------------------------- | ----- | --------------- | -------- |  |  |
| 4  | Italia (bandiera)                      | LAT   | Marco Caverzan  | 11.08.94 |  |  |
| 7  | Marocco (bandiera) · Italia (bandiera) | LAT   | Amin El Hamoudi | 26.02.94 |  |  |
| 13 | Italia (bandiera)                      | LAT   | Nicola Magaton  | 08.01.89 |  |  |
| 16 | Italia (bandiera)                      | LAT   | Andrea Zonta    | 14.10.91 |  |  |
| 17 | Italia (bandiera)                      | DIF   | Tommaso Pedron  | 15.06.93 |  |  |

## Risultati

### Campionato

#### Girone di andata
| Arbitri: | Fabio Gelonese (Milano) Domenico Daidone (Trapani) Ettore Iacobone (Roma 1) |

|                                        |           |                                         |
| PC 6’ Repetto 9’ Bico 21'15'’, 38'18'’ | Marcatori | 5’, 34'26'’ Bellomo 16’, 21'27'’ Patias |

| Arbitri: | Alessandro Malfer (Rovereto) Luca Illotto (Trento) |
| Crono:   | Mauro De Coppi (Conegliano)                        |

|                                                    |           |  |
| Patias 8’ Wilhelm 11’ Bertoni 19'’ (t.l.), 19'43'’ | Marcatori |  |

| Arbitri: | Giuseppe Fornelli (Molfetta) Nicola Gisondi (Molfetta) Stefano Lena (Treviso) |
| Crono:   | Enrico De Poli (Mestre)                                                       |

|                                                                    |           |  |
| Duarte 2’, 19'43'’ (t.l.) Bellomo 13’ Bertoni 25’, 34’ Belsito 31’ | Marcatori |  |

| Arbitri: | Pasquale Casale (Firenze) Tito Stampacchia (Modena) Gaetano Gangilli (La Spezia) |
| Crono:   | Alessandro Solari (Genova)                                                       |

|                                 |           |                                                              |
| Ramon 13'20'’, 34'18'’ Lima 14’ | Marcatori | 3'04'’ Jonas 19'49'’, 39'40'’ Bertoni 32’ Bellomo 34’ Duarte |

| Arbitri: | Fabrizio Spalla (Forlì) Francesca Muccardo (Roma 2) |
| Crono:   | Pierfrancesco Di Sabatino (Mestre)                  |

|                                                          |           |  |
| Wilhelm 17’ Bertoni 26’ Patias 36’ Duarte 39'46'’ (t.l.) | Marcatori |  |

| Arbitri: | Aniello Prisco (Frosinone) Maurizio Pacifico (Albano Laziale) |
| Crono:   | Salvatore Panebianco (Acireale)                               |

|                         |           |                                                    |
| Fortino 33'20'’ 39'55'’ | Marcatori | 6'11'’ Bellomo 18'45'’ (t.l.) Duarte 27'7'’ Patias |

| Arbitri: | Giancarlo Lombardi (Roma 1) Maria Luisa Fecola (Forlì) |
| Crono:   | Marcello Mezzasalma (Bassano)                          |

|                   |           |  |
| Jonas 8’ Nora 37’ | Marcatori |  |

| Arbitri: | Giovanni Cossu (Cagliari) Ettore Iacobone (Roma 1) |
| Crono:   | Nicola Gisondi (Molfetta)                          |

|                |           |                                               |
| Adelmo 32'40'’ | Marcatori | 1'54'’, 12'15'’ Bertoni 35'50'’, 38'23'’ Nora |

| Arbitri: | Francesco Massini (Roma 1) Domenico Daidone (Trapani) Gianantonio Leonforte (Vicenza) |
| Crono:   | Enrico De Poli (Mestre)                                                               |

|                         |           |                  |
| Wilhelm 0'14'’ Coco 10’ | Marcatori | 13'48'’ E. Ayala |

| Arbitri: | Giovanni Muratore (Perugia) Claudio Valle (Mantova) |
| Crono:   | Alessandro Conti (Bologna)                          |

|                         |           |                     |
| Marquinho 12’ André 32’ | Marcatori | 7’ Bertoni 19’ Nora |

| Arbitri: | Angelo Grimaldi (Vibo Valentia) Sergio Scali (Pinerolo) |
| Crono:   | Pierfrancesco Di Sabatino (Mestre)                      |

|                                                      |           |                               |
| Jonas 9’ Bertoni 12’ (t.l.), 24’ Coco 15’ Patias 27’ | Marcatori | 2’ (rig.) Pedotti 13’ Pereira |

| Arbitri: | Marco Vocca (Battipaglia) Gaetano Trinchese (Nola) Angelo Galante (Ancona) |
| Crono:   | Marco Fapore (L'Aquila)                                                    |

|  |           |                                    |
|  | Marcatori | 1'30'’, 23'53'’ Jonas 38'40'’ Nora |

| Arbitri: | Damiano Calaprice (Bari) Giovanni Luca Cugliandro (Reggio Calabria) |
| Crono:   | Luca Rainato (Padova)                                               |

|                                                                                                 |           |                             |
| Nora 0'40'’, 14’ Coco 2’ Bertoni 4’, 5’ Patias 17’ (t.l.), 35’ Wilhelm 24’, 38'30'’ Bellomo 30’ | Marcatori | 22’ Maggio 36’, 37’ Campano |

#### Girone di ritorno
| Arbitri: | Leonardo Balli (Prato) Roberto Chiarello (Novi Ligure) Marcello Mezzasalma (Bassano Del Grappa) |
| Crono:   | Pierluigi Bedendo (Rovigo)                                                                      |

|                                                                    |           |                           |
| Patias 3'31'’, 36'02'’ Bertoni 7'06'’ Nora 31'06'’ Wilhelm 39'31'’ | Marcatori | 15'07'’ (rig.), 16'16’ PC |

| Arbitri: | Nicola Gisondi (Molfetta) Luca Gennaro De Falco (Catanzaro) |
| Crono:   | Frasconi Gianmichele (Olbia)                                |

|                                 |           |                                        |
| Serginho 6'27'’, 36’ Bonfin 31’ | Marcatori | 7’, 34’ Wilhelm 8’, 38’ Nora 32’ Jonas |

| Roma 15 gennaio 2011, ore 18:30 CET 16ª giornata | Lazio                                                                             | 0 – 0 referto | Marca | Pala To Live\| Arbitri: \| Giorgio D'Agostino (Sondrio) Antonio Marogna (Sassari) Aniello Prisco (Frosinone) \| \| Crono: \| Giancarlo Lombardi (Roma 1) \| |
| Arbitri:                                         | Giorgio D'Agostino (Sondrio) Antonio Marogna (Sassari) Aniello Prisco (Frosinone) |               |       | |
| Crono:                                           | Giancarlo Lombardi (Roma 1)                                                       |               |       | |

| Arbitri: | Giacomo De Varti (Foggia) Mirko D’Angeli (Pesaro) |
| Crono:   | Mauro De Coppi (Conegliano)                       |

|                                                   |           |               |
| Nora 9’ Coco 19’, 31’ Wilhelm 23’ Patias 32’, 36’ | Marcatori | 2’, 17’ Ramon |

| Arbitri: | Alessandro Malfer (Rovereto) Mario Filippini (Roma 1) |
| Crono:   | Gianpaolo Toiani (Teramo)                             |

|                                  |           |                                              |
| Wagner 30'27'’ Zaramello 37'06'’ | Marcatori | 5'40'’ Patias 36'08'’ Duarte 39'48'’ Wilhelm |

| Arbitro: | Tito Stampacchia (Modena), Alberto Maestroni (Varese) |
| Crono:   | Enrico Zago (Este)                                    |

|                                                                              |           |                              |
| Bellomo 1'21'’ Fabiano 21'56'’ Bertoni 25'37'’ Wilhelm 27'25'’ Jonas 39'11'’ | Marcatori | 25'22'’ Merlim 26'06'’ Rocha |

| Arbitri: | Angelo Galante (Ancona) Francesco Pagnotta (Ascoli Piceno) |
| Crono:   | Davide Aresu (Cagliari)                                    |

|                                 |           |                                                              |
| Sampaio 36'33'’ Pucheta 37'51'’ | Marcatori | 8'18'’, 33'39'’, 37'59'’ Patias 15'08'’ Fabiano 29'15'’ Nora |

| Arbitri: | Giovanni Muratore (Perugia) Gianmichele Frasconi (Olbia) |
| Crono:   | Andrea Giada (Mestre)                                    |

|                                                       |           |                |
| Coco 4'41'’ Follador 23’ Duarte 29'44'’ Jonas 39'22'’ | Marcatori | 4'49'’ Manzali |

| Arbitri: | Maurizio Pacifico (Albano Laziale) Aniello Prisco (Frosinone) Gianantonio Leonforte (Vicenza) |
| Crono:   | Andrea Giada (Mestre)                                                                         |

|                                               |           |                                       |
| Honorio 9'30'’ G. Ayala 16'09'’ Canal 18'42'’ | Marcatori | 10'48'’ Patias 21'42'’, 28'02'’ Jonas |

| Arbitri: | Sergio Scali (Pinerolo) Angelo Grimaldi (Vibo Valentia) |
| Crono:   | Antonio Barbiero (Vicenza)                              |

|                                                     |           |                                                 |
| Bellomo 18'57'’ (rig.) Wilhelm 22'33'’ Nora 35'03'’ | Marcatori | 11'36'’ André 14'49'’ Volpato 22'54'’ Marquinho |

| Arbitri: | Marco Paolone (Campobasso) Antonio Marogna (Sassari) |
| Crono:   | Giovanni D’Oria (Bari)                               |

|                              |           |                 |
| Pereira 9'01'’ Laion 37'21'’ | Marcatori | 19'21'’ Bellomo |

| Arbitri: | Domenico Daidone (Trapani) Fabio Gelonese (Milano) |
| Crono:   | Roberto Astolfi (Rovigo)                           |

|                                                                                     |           |                                                                 |
| Duarte 1’ Bellomo 1'47'’ Fabiano 6'04'’, 29'20’ Duarte 30'53'’ (t.l.) Jonas 34'44'’ | Marcatori | 2'38'’ Foglia 14'35'’ (t.l.), 27'25’ Rogério 36'30'’ Calderolli |

| Arbitri: | Dario Fiorentino (Barletta) Alessandro Malfer (Rovereto) |
| Crono:   | Mario Iacuzio (Nocera Inferiore)                         |

|                |           |                                                           |
| Melise 33'58'’ | Marcatori | 3'32'’ Bertoni 4'12'’ Wilhelm 23'’ Duarte 39'59'’ Fabiano |

### Play-off

#### Quarti
| Arbitri: | Maria Luisa Fecola (Forlì) Domenico Daidone (Trapani) Gaetano Brindisi (Potenza) |
| Crono:   | Antonio Sessa (Foggia)                                                           |

|                                                                              |           | |
| Piffer 3'14'’ (aut.) Leggiero 10'22'’ Silveira 34'31'’ Adelmo 35'58'’ (rig.) | Marcatori | 1'18'’ Fabiano 22'52'’ Bertoni 28'04'’ (rig.), 37'04'’ Patias 35'47'’ Wilhelm 36'41'’, 38'07'’ (t.l.) Duarte |

| Arbitri: | Franco Gallozzi (Cassino) Giorgio D’Agostino (Sondrio) Mauro De Coppi (Conegliano) |
| Crono:   | Costantino Andriotto (Adria)                                                       |

|                                                                    |           |                           |
| Jonas 26'28'’, 27'38'’ Bertoni 35'59'’ Nora 38'21'’ Duarte 39'15'’ | Marcatori | 19'19'’, 23'48'’ Silveira |

#### Semifinali
| Montesilvano 20 maggio 2011, ore 20:00 | Montesilvano                                                                             | 0 – 0 (0-0) referto | Marca | Palasport Corrado Roma\| Arbitri: \| Vittorio Sperati (Rieti) Marco Paolone (Campobasso) Francesco Peroni (Città di Castello) \| \| Crono: \| Rosario La Cerra (Battipaglia) \| |
| Arbitri:                               | Vittorio Sperati (Rieti) Marco Paolone (Campobasso) Francesco Peroni (Città di Castello) |                     |       | |
| Crono:                                 | Rosario La Cerra (Battipaglia)                                                           |                     |       | |

| Arbitri: | Angelo Grimaldi (Vibo Valentia) Aniello Prisco (Frosinone) Cristian Tonelli (Forlì) |
| Crono:   | Alessandro Ferrari (Legnano)                                                        |

|                                                                               |           |                                                        |
| Duarte 6'51'’, 17'29'’ (t.l.) Bertoni 12'01'’ Wilhelm 30'51'’ Bertoni 38'45'’ | Marcatori | 14'09'’ (t.l.), 19'37'’ (t.l.) Rogério 25'30'’ Borruto |

#### Finale
| Arbitri: | Angelo Galante (Ancona) Fabio Gelonese (Milano) Marco Vocca (Battipaglia) |
| Crono:   | Giuseppe Di Gregorio (Enna)                                               |

|                                                                      |           |                                            |
| Fabiano 15'58'’ Duarte 17'51'’ (t.l.) Fabiano 26'22'’ Patias 37'27'’ | Marcatori | 1'12'’ Velázquez 38'35'’, 39'45'’ Nicolodi |

| Arbitri: | Leonardo Balli (Prato) Mario Iacuzio (Nocera Inferiore) Tito Stampacchia (Modena) |
| Crono:   | Antonio Gallo (Torre Annunziata)                                                  |

|                         |           |              |
| Duarte 20'29'’, 20'41'’ | Marcatori | 17'29'’ Bico |

| Arbitri: | Francesco Massini (Roma 1) Giovanni Cossu (Cagliari) Gianluca Mastri (Jesi) |
| Crono:   | Giancarlo Lombardi (Roma 1)                                                 |

|                              |           |              |
| PC 11'07'’ Velázquez 33'16'’ | Marcatori | 6'29'’ Jonas |

| Arbitri: | Alessandro Malfer (Rovereto) Arnaldo Ciciarello (Catanzaro) Giacomo De Varti (Foggia) |
| Crono:   | Luca Rutigliano (Bari)                                                                |

|                 |           |                                                                                            |
| Morgado 35'26'’ | Marcatori | 11'42'’ Jonas 16'07'’, 22'34'’ Patias 28'30'’, 35'38'’ Bertoni 32'26'’ Nora 36'03'’ Feller |

## Coppa Italia
| Arbitri: | Franco Gallozzi (Cassino) Mario Paolone (Campobasso) Gaetano Brindisi (Potenza) |
| Crono:   | Sergio Scali (Pinerolo)                                                         |

|                         |           |  |
| Patias 16'49'’, 17'12'’ | Marcatori |  |

| Arbitri: | Alberto Maestroni (Varese) Gaetano Gangilli (La Spezia) Fabio Gelonese (Milano) |
| Crono:   | Pasquale Casale (Firenze)                                                       |

|                                         |                      |                                    |
| Patias 4'40'’ Nora 37'50'’              | Marcatori            | 23'28'’ Correia 33'56'’ Menini     |
| Bertoni Fabiano Patias Wilhelm Follador | Tiri di rigore 5 – 4 | Schurtz Morgado Nicolodi PC Menini |

| Arbitri: | Claudio Valle (Mantova) Gaetano Trinchese (Nola) Angelo Galante (Ancona) |
| Crono:   | Giovanni Cossu                                                           |

|                       |           |                                         |
| Nora 25'11'’, 46'02'’ | Marcatori | 17'59'’, 40'30'’ Bacaro 45'36'’ Danieli |

## Supercoppa italiana
| Arbitri: | Alessandro Malfer (Rovereto) Damiano Calaprice (Bari) Andrea Bagnariol (Pordenone) |

|                                                                                           |            | |
|                                                                                           | Marcatori  | 15'33'’ Wilhelm 20'56'’ Bellomo 29'07'’ Nora                                                                            |
| Mammarella Forte Calderolli Garcias Cuzzolino Fragassi Ghiotti Rogerio Scordella Dell’Oso | Formazioni | · Feller · Wilhelm · Patias · Jonas · Nora · Caverzan · Duarte · Bellomo · Bertoni · Ricci · Calmonte · Jonas · Taborra |
| Fulvio Colini                                                                             | Allenatori | Tiago Polido |

## Statistiche

### Statistiche di squadra
| Competizione        | Punti | In casa | In casa | In casa | In casa | In trasferta | In trasferta | In trasferta | In trasferta | Totale | Totale | Totale | Totale | Totale | Totale |
| Competizione        | Punti | G       | V       | N       | P       | G            | V            | N            | P            | G      | V      | N      | P      | Gf     | Gs     |
| ------------------- | ----- | ------- | ------- | ------- | ------- | ------------ | ------------ | ------------ | ------------ | ------ | ------ | ------ | ------ | ------ | ------ |
| Campionato          | 65    | 13      | 12      | 1       | 0       | 13           | 8            | 4            | 1            | 26     | 20     | 5      | 1      | 104    | 45     |
| Play-off            |       | 4       | 4       | 0       | 0       | 4            | 2            | 1            | 1            | 8      | 6      | 1      | 1      | 32     | 15     |
| Coppa Italia        | -     | -       | -       | -       | -       | -            | -            | -            | -            | 3      | 1      | 1      | 1      | 6      | 5      |
| Supercoppa italiana | -     | -       | -       | -       | -       | -            | -            | -            | -            | 1      | 1      | 0      | 0      | 3      | 0      |
| Totale              |       | 17      | 16      | 1       | 0       | 17           | 10           | 5            | 2            | 38     | 28     | 7      | 3      | 145    | 65     |

### Statistiche dei giocatori
| Giocatore          | Campionato | Campionato | Campionato | Campionato | Coppa Italia | Coppa Italia | Coppa Italia | Coppa Italia | SuperCoppa Italia | SuperCoppa Italia | SuperCoppa Italia | SuperCoppa Italia | Play-off | Play-off | Play-off | Play-off | Totale | Totale | Totale | Totale |
| Giocatore          | Pres       | Gol        | Am         | Esp        | Pres         | Gol          | Am           | Esp          | Pres              | Gol               | Am                | Esp               | Pres     | Gol      | Am       | Esp      | Pres   | Gol    | Am     | Esp    |
| ------------------ | ---------- | ---------- | ---------- | ---------- | ------------ | ------------ | ------------ | ------------ | ----------------- | ----------------- | ----------------- | ----------------- | -------- | -------- | -------- | -------- | ------ | ------ | ------ | ------ |
| Fabiano Assad      | 8          | 5          | 1          | 0          | 2            | 0            | 0            | 0            | -                 | -                 | -                 | -                 | 6        | 3        | 2        | 1        | 16     | 8      | 3      | 1      |
| Pablo Belsito      | 5          | 1          | 1          | 0          | -            | -            | -            | -            | -                 | -                 | -                 | -                 | -        | -        | -        | -        | 5      | 1      | 1      | 0      |
| Erick Bellomo      | 22         | 10         | 3          | 0          | -            | -            | -            | -            | 1                 | 1                 | 1                 | 0                 | 3        | 0        | 2        | 1        | 26     | 11     | 6      | 1      |
| Edgar Bertoni      | 20         | 17         | 1          | 0          | 2            | 0            | 0            | 0            | 1                 | 0                 | 0                 | 0                 | 8        | 6        | 2        | 0        | 31     | 23     | 3      | 0      |
| Leonardo Calmonte  | 26         | 0          | 0          | 0          | 3            | 0            | 0            | 0            | 1                 | 0                 | 0                 | 0                 | 8        | 0        | 2        | 0        | 38     | 0      | 2      | 0      |
| Wellington Coco    | 16         | 6          | 2          | 0          | 1            | 0            | 0            | 0            | -                 | -                 | -                 | -                 | 2        | 0        | 1        | 0        | 19     | 6      | 3      | 0      |
| Vinícius Duarte    | 18         | 10         | 3          | 1          | 2            | 0            | 2            | 0            | 1                 | 0                 | 0                 | 0                 | 8        | 8        | 3        | 0        | 29     | 18     | 8      | 1      |
| Alexandre Feller   | 16         | -27        | 3          | 0          | 3            | -5           | 0            | 0            | 1                 | 0                 | 0                 | 0                 | 8        | -15;1    | 0        | 0        | 26     | -47;1  | 3      | 0      |
| Gabriel Miraglia   | 9          | -14        | 0          | 0          | -            | -            | -            | -            | -                 | -                 | -                 | -                 | 0        | 0        | 0        | 0        | 9      | -14    | 0      | 0      |
| Patrick Nora       | 23         | 13         | 4          | 0          | 3            | 3            | 1            | 0            | 1                 | 1                 | 0                 | 0                 | 5        | 2        | 2        | 0        | 32     | 19     | 7      | 0      |
| Jonas Pinto Junior | 19         | 11         | 1          | 0          | 3            | 0            | 0            | 0            | 1                 | 0                 | 0                 | 0                 | 8        | 4        | 3        | 1        | 31     | 15     | 4      | 1      |
| Alessandro Patias  | 20         | 17         | 7          | 2          | 3            | 3            | 1            | 0            | 1                 | 0                 | 1                 | 0                 | 7        | 5        | 2        | 0        | 31     | 25     | 11     | 2      |
| Alberto Taborra    | 26         | -4         | 0          | 0          | 3            | 0            | 0            | 0            | 1                 | 0                 | 0                 | 0                 | 8        | 0        | 0        | 0        | 38     | -4     | 0      | 0      |
| Fernando Wilhelm   | 22         | 13         | 5          | 0          | 3            | 0            | 0            | 0            | 1                 | 1                 | 1                 | 0                 | 8        | 2        | 2        | 0        | 34     | 16     | 8      | 0      |
| Filipe Follador    | 9          | 1          | 0          | 0          | 2            | 0            | 1            | 0            | -                 | -                 | -                 | -                 | 0        | 0        | 0        | 0        | 11     | 1      | 1      | 0      |
| Emanuele Ricci     | 8          | 0          | 0          | 0          | -            | -            | -            | -            | 1                 | 0                 | 0                 | 0                 | -        | -        | -        | -        | 9      | 0      | 0      | 0      |
| Marco Caverzan     | 24         | 0          | 1          | 0          | 3            | 0            | 0            | 0            | 1                 | 0                 | 0                 | 0                 | 7        | 0        | 2        | 0        | 35     | 0      | 2      | 0      |
| Alberto Bazzerla   | 2          | 0          | 0          | 0          | -            | -            | -            | -            | -                 | -                 | -                 | -                 | -        | -        | -        | -        | 2      | 0      | 0      | 0      |
| Amid El Hamoudi    | 8          | 0          | 0          | 0          | 3            | 0            | 0            | 0            | -                 | -                 | -                 | -                 | 2        | 0        | 0        | 0        | 13     | 0      | 0      | 0      |
| Nicola Magaton     | 3          | 0          | 0          | 0          | -            | -            | -            | -            | -                 | -                 | -                 | -                 | -        | -        | -        | -        | 3      | 0      | 0      | 0      |
| Andrea Zonta       | 3          | 0          | 0          | 0          | -            | -            | -            | -            | -                 | -                 | -                 | -                 | 6        | 0        | 0        | 0        | 9      | 0      | 0      | 0      |
| Giacomo Esposito   | 1          | 0          | 0          | 0          | -            | -            | -            | -            | -                 | -                 | -                 | -                 | -        | -        | -        | -        | 1      | 0      | 0      | 0      |
| Tommaso Pedron     | 1          | 0          | 0          | 0          | -            | -            | -            | -            | -                 | -                 | -                 | -                 | -        | -        | -        | -        | 1      | 0      | 0      | 0      |
| Andrea Rozzato     | 1          | 0          | 0          | 0          | -            | -            | -            | -            | -                 | -                 | -                 | -                 | -        | -        | -        | -        | 1      | 0      | 0      | 0      |
| Andrea Visentin    | -          | -          | -          | -          | -            | -            | -            | -            | -                 | -                 | -                 | -                 | 1        | 0        | 0        | 0        | 1      | 0      | 0      | 0      |